# Tennistoernooi van Rome 2023
|                                          |  |                                        |
| Jelena Rybakina, winnares bij de vrouwen |  | Daniil Medvedev, winnaar bij de mannen |

Het tennistoernooi van Rome van 2023 werd van dinsdag 9 tot en met zondag 21 mei 2023 gespeeld op de gravelbanen van het Foro Italico in de Italiaanse hoofdstad Rome. De officiële naam van het toernooi was Internazionali BNL d'Italia.
Het tennistoernooi van Rome trok een recordaantal van 298.138 toeschouwers, mede te danken aan de vier extra toernooidagen.
Het toernooi bestond uit twee delen:
- WTA-toernooi van Rome 2023, het toernooi voor de vrouwen
- ATP-toernooi van Rome 2023, het toernooi voor de mannen

## Toernooikalender
Bron:
| Rome              | mei 2023 | mei 2023 | mei 2023 | mei 2023 | mei 2023 | mei 2023 | mei 2023 | mei 2023 | mei 2023    | mei 2023    | mei 2023    | mei 2023     | mei 2023     | mei 2023     | mei 2023 |
| Rome              | din 9    | woe 10   | don 11   | vrĳ 12   | zat 13   | zon 14   | zon 14   | maa 15   | din 16      | din 16      | woe 17      | don 18       | vrĳ 19       | zat 20       | zon 21   |
| ----------------- | -------- | -------- | -------- | -------- | -------- | -------- | -------- | -------- | ----------- | ----------- | ----------- | ------------ | ------------ | ------------ | -------- |
| vrouwenenkelspel  | 1e ronde | 1e ronde | 2e ronde | 2e ronde | 3e ronde | 3e ronde | 3e ronde | 4e ronde | 4e ronde    | kwartfinale | kwartfinale |              | halve finale | finale       |          |
| vrouwendubbelspel |          |          | 1e ronde | 1e ronde | 1e ronde | 1e ronde | 2e ronde | 2e ronde | kwartfinale | kwartfinale | kwartfinale | halve finale |              | finale       |          |
| mannenenkelspel   |          | 1e ronde | 1e ronde | 2e ronde | 2e ronde | 2e ronde | 3e ronde | 3e ronde | 3e ronde    | 4e ronde    | kwartfinale | kwartfinale  |              | halve finale | finale   |
| mannendubbelspel  |          |          | 1e ronde | 1e ronde | 1e ronde | 1e ronde | 2e ronde | 2e ronde | kwartfinale | kwartfinale | kwartfinale |              | halve finale |              | finale   |

ATP-toernooi van Rome – WTA-toernooi van Rome

1990 · 1991 · 1992 · 1993 · 1994 · 1995 · 1996 · 1997 · 1998 · 1999 · 2000 · 2001 · 2002 · 2003 · 2004 · 2005 · 2006 · 2007 · 2008 · 2009 · 2010 · 2011 · 2012 · 2013 · 2014 · 2015 · 2016 · 2017 · 2018 · 2019 · 2020 · 2021 · 2022 · 2023 · 2024